# 산타페주

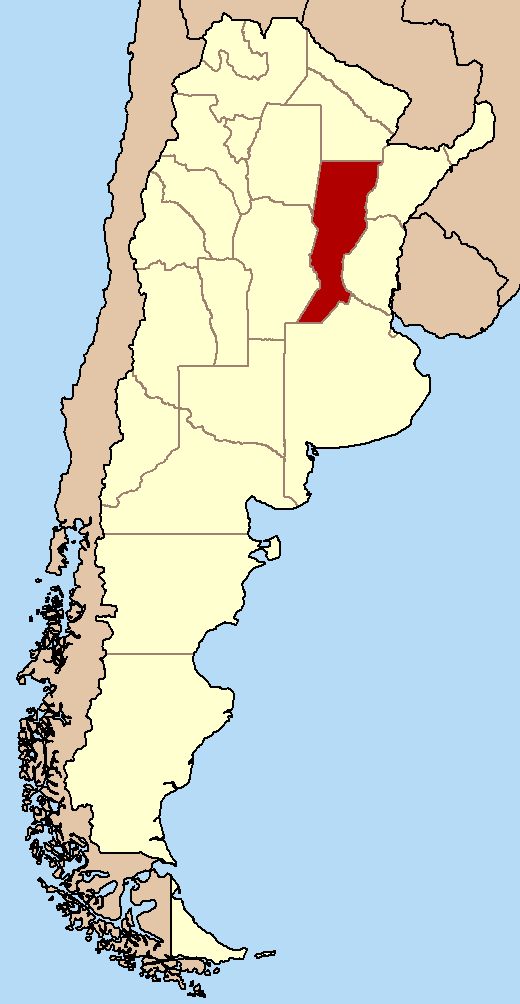
산타페 주

산타페주(Provincia de Santa Fe)는 아르헨티나의 주로, 이 나라 한가운데 동쪽에 있다. 인접 주로는 북쪽부터 시계 방향으로 차코주(두 주는 남위 28도선을 경계로 하고 있다), 코리엔테스주, 엔트레리오스주, 부에노스아이레스주, 코르도바 주, 산티아고델에스테로주이다. 19개 군을 관할한다. 코르도바 주와 엔트레리오스 주와 더불어 산타페 주는 소위 중앙 지역이라 하여 특별한 경제ㆍ정치적 관계를 맺고 있다.
산타페 주의 주요 도시로는 로사리오 (인구 908,000명), 주도 산타페(인구 369,000명), 라파엘라(인구 83,000명), 비야고베르나도르갈베스(인구 74,000명), 베나도투에르토(인구 69,000명), 레콩키스타(인구 66,000명), 산토토메(인구 58,000명)이다. 이 주의 성인 문맹률은 3.7%이다.

주기
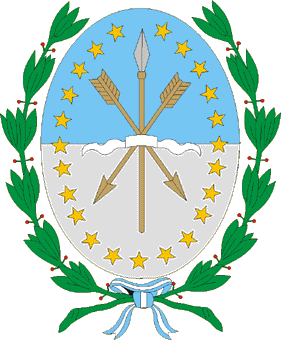
주 문장